# Richbunea
Richbunea is een mosdiertjesgeslacht uit de familie van de Celleporidae en de orde Cheilostomatida. De wetenschappelijke naam ervan is in 1997 voor het eerst geldig gepubliceerd door Gordon & d'Hondt.

## Soorten
- Richbunea gracilis Gordon & d'Hondt, 1997
- Richbunea incomposita (Gordon, 1984)